# Oscarverleihung 2004
Übersicht aller ausgezeichneten Filme

◄◄ | ◄ | 2000 | 2001 | 2002 | 2003 | Oscarverleihung 2004 | 2005 | 2006 | 2007 | 2008 | ► | ►►

Weitere Ereignisse

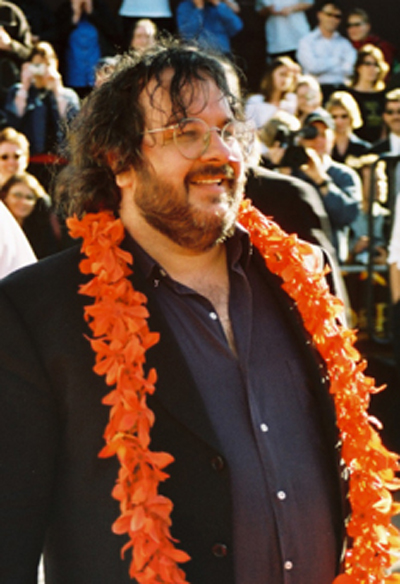
Ausgezeichnet für die Beste Regie, das Beste adaptierte Drehbuch und den Besten Film: Peter Jackson für Der Herr der Ringe: Die Rückkehr des Königs.

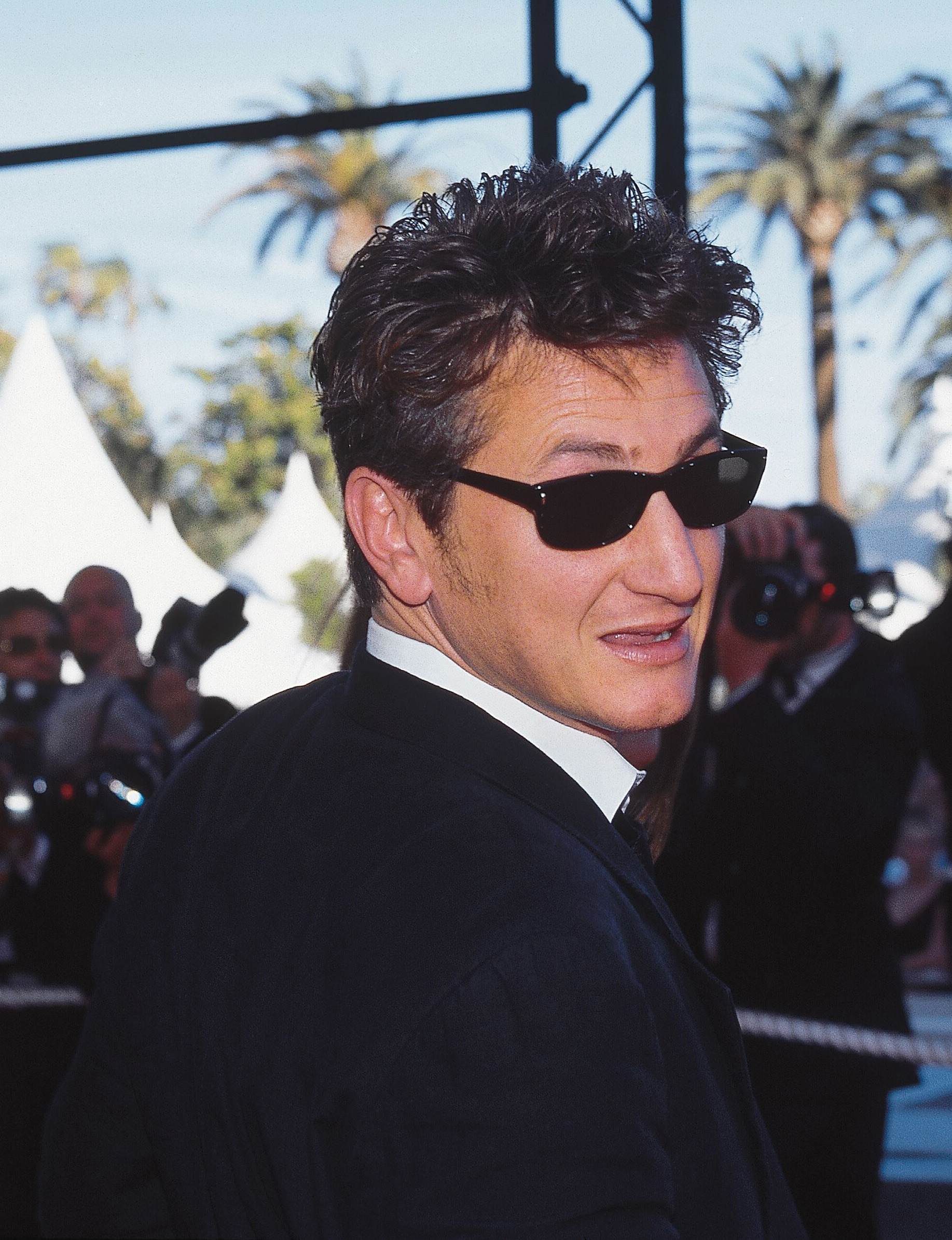
Ausgezeichnet als Bester Hauptdarsteller: Sean Penn für Mystic River.

Die Oscarverleihung 2004 fand am 29. Februar 2004 im Kodak Theatre in Los Angeles statt. Es waren die 76th Annual Academy Awards. Herausragender Gewinner war der Film Der Herr der Ringe: Die Rückkehr des Königs von Peter Jackson, der in allen elf Kategorien, in denen er nominiert war, den Oscar gewann. Damit zog er mit Titanic (1997) und Ben Hur (1959), die ebenfalls elfmal ausgezeichnet wurden, gleich.
Die Live-Übertragung dauerte drei Stunden und 40 Minuten und wurde vom Sender ABC um fünf Sekunden zeitversetzt ausgestrahlt – wahrscheinlich wegen der „Nipplegate“-Panne beim Super Bowl, die knapp vier Wochen vorher passiert war.
Zehn der insgesamt 24 Nominierungen wurden bereits am 27. Januar 2004 vom Präsidenten der Academy of Motion Picture Arts and Sciences Frank Pierson und der dreifach für den Oscar nominierten Schauspielerin Sigourney Weaver bekanntgegeben.
| Film                                        | N  | A  |
| ------------------------------------------- | -- | -- |
| Der Herr der Ringe: Die Rückkehr des Königs | 11 | 11 |
| Master & Commander – Bis ans Ende der Welt  | 10 | 2  |
| Seabiscuit – Mit dem Willen zum Erfolg      | 7  | 0  |
| Unterwegs nach Cold Mountain                | 7  | 1  |
| Mystic River                                | 6  | 2  |
| Fluch der Karibik                           | 5  | 0  |
| City of God                                 | 4  | 0  |
| Findet Nemo                                 | 4  | 1  |
| Last Samurai                                | 4  | 0  |
| Lost in Translation                         | 4  | 1  |
| Haus aus Sand und Nebel                     | 3  | 0  |
| In America                                  | 3  | 0  |
| Das Mädchen mit dem Perlenohrring           | 3  | 0  |
| 21 Gramm                                    | 2  | 0  |
| Das große Rennen von Belleville             | 2  | 0  |
| Die Invasion der Barbaren                   | 2  | 1  |

## Moderation
Billy Crystal führte bereits zum achten Mal als Moderator durch die Oscarverleihung. 1991, 1992 und 1998 bekam er für seine Moderation sogar einen Emmy. Die Präsentatoren der Kandidaten sind bei den jeweiligen Kategorien weiter unten aufgeführt.

## Hintergrund zur Verleihung
Regie führten Louis J. Horvitz und Troy Miller, der Produzent war Joe Roth.

## Gewinner und Nominierungen

### Bester Film
präsentiert von Steven Spielberg
Der Herr der Ringe: Die Rückkehr des Königs (The Lord of the Rings: The Return of the King) – Peter Jackson, Barrie M. Osborne, Fran Walsh
Lost in Translation – Sofia Coppola, Ross Katz
Master & Commander – Bis ans Ende der Welt (Master and Commander: The Far Side of the World) – Samuel Goldwyn junior, Duncan Henderson, Peter Weir
Mystic River – Clint Eastwood, Judie G. Hoyt, Robert Lorenz
Seabiscuit – Mit dem Willen zum Erfolg (Seabiscuit) – Kathleen Kennedy, Frank Marshall, Gary Ross

### Beste Regie
präsentiert von Tom Cruise
Peter Jackson – Der Herr der Ringe: Die Rückkehr des Königs (The Lord of the Rings: The Return of the King)
Sofia Coppola – Lost in Translation
Clint Eastwood – Mystic River
Fernando Meirelles – City of God (Cidade de Deus)
Peter Weir – Master & Commander – Bis ans Ende der Welt (Master and Commander: The Far Side of the World)

### Bester Hauptdarsteller
präsentiert von Nicole Kidman
Sean Penn – Mystic River
Johnny Depp – Fluch der Karibik (Pirates of the Caribbean: The Curse of the Black Pearl)
Ben Kingsley – Haus aus Sand und Nebel (House of Sand and Fog)
Jude Law – Unterwegs nach Cold Mountain (Cold Mountain)
Bill Murray – Lost in Translation

### Beste Hauptdarstellerin
präsentiert von Adrien Brody
Charlize Theron – Monster
Keisha Castle-Hughes – Whale Rider
Diane Keaton – Was das Herz begehrt (Something's Gotta Give)
Samantha Morton – In America
Naomi Watts – 21 Gramm (21 Grams)

### Bester Nebendarsteller
präsentiert von Catherine Zeta-Jones
Tim Robbins – Mystic River
Alec Baldwin – The Cooler – Alles auf Liebe (The Cooler)
Benicio del Toro – 21 Gramm (21 Grams)
Djimon Hounsou – In America
Ken Watanabe – Last Samurai (The Last Samurai)

### Beste Nebendarstellerin
präsentiert von Chris Cooper
Renée Zellweger – Unterwegs nach Cold Mountain (Cold Mountain)
Shohreh Aghdashloo – Haus aus Sand und Nebel (House of Sand and Fog)
Patricia Clarkson – Pieces of April – Ein Tag mit April Burns (Pieces of April)
Marcia Gay Harden – Mystic River
Holly Hunter – Dreizehn (Thirteen)

### Bestes adaptiertes Drehbuch
präsentiert von Sofia und Francis Ford Coppola
Philippa Boyens, Peter Jackson, Fran Walsh – Der Herr der Ringe: Die Rückkehr des Königs (The Lord of the Rings: The Return of the King) 
Brian Helgeland – Mystic River
Paulo Lins, Bráulio Mantovani – City of God (Cidade de Deus)
Robert Pulcini, Shari Springer Berman – American Splendor
Gary Ross – Seabiscuit – Mit dem Willen zum Erfolg (Seabiscuit)

### Bestes Original-Drehbuch
präsentiert von Susan Sarandon und Tim Robbins
Sofia Coppola – Lost in Translation
Denys Arcand – Die Invasion der Barbaren (Les Invasions barbares)
Steven Knight – Kleine schmutzige Tricks (Dirty Pretty Things)
Bob Peterson, David Reynolds, Andrew Stanton – Findet Nemo (Finding Nemo)
Jim Sheridan, Kirsten Sheridan, Naomi Sheridan – In America

### Beste Kamera
präsentiert von Uma Thurman und Jude Law
Russell Boyd – Master & Commander – Bis ans Ende der Welt (Master and Commander: The Far Side of the World)
César Charlone – City of God (Cidade de Deus)
John Schwartzman – Seabiscuit – Mit dem Willen zum Erfolg (Seabiscuit)
John Seale – Unterwegs nach Cold Mountain (Cold Mountain)
Eduardo Serra – Das Mädchen mit dem Perlenohrring (Girl with a Pearl Earring)

### Bestes Szenenbild
präsentiert von Angelina Jolie
Dan Hennah, Alan Lee, Grant Major – Der Herr der Ringe: Die Rückkehr des Königs (The Lord of the Rings: The Return of the King)
Robert Gould, William Sandell – Master & Commander – Bis ans Ende der Welt (Master and Commander: The Far Side of the World)
Cecile Heideman, Ben van Os – Das Mädchen mit dem Perlenohrring (Girl with a Pearl Earring)
Lilly Kilvert, Gretchen Rau – Last Samurai (The Last Samurai)
Jeannine Oppewall, Leslie A. Pope – Seabiscuit – Mit dem Willen zum Erfolg (Seabiscuit)

### Bestes Kostüm-Design
präsentiert von Renée Zellweger
Ngila Dickson, Richard Taylor – Der Herr der Ringe: Die Rückkehr des Königs (The Lord of the Rings: The Return of the King)
Ngila Dickson – Last Samurai (The Last Samurai)
Judianna Makovsky – Seabiscuit – Mit dem Willen zum Erfolg (Seabiscuit)
Wendy Stites – Master & Commander – Bis ans Ende der Welt (Master and Commander: The Far Side of the World)
Dien van Straalen – Das Mädchen mit dem Perlenohrring (Girl with a Pearl Earring)

### Bestes Make-up
präsentiert von Scarlett Johansson
Richard Taylor, Peter Swords King – Der Herr der Ringe: Die Rückkehr des Königs (The Lord of the Rings: The Return of the King)
Edouard Henriques III, Yolanda Toussieng – Master & Commander – Bis ans Ende der Welt (Master and Commander: The Far Side of the World)
Ve Neill, Martin Samuel – Fluch der Karibik (Pirates of the Caribbean: The Curse of the Black Pearl)

### Beste Filmmusik
präsentiert von Sting und Phil Collins
Howard Shore – Der Herr der Ringe: Die Rückkehr des Königs (The Lord of the Rings: The Return of the King)
Danny Elfman – Big Fish
James Horner – Haus aus Sand und Nebel (House of Sand and Fog)
Thomas Newman – Findet Nemo (Finding Nemo)
Gabriel Yared – Unterwegs nach Cold Mountain (Cold Mountain)

### Bester Song
präsentiert von Jack Black
„Into the West“ aus Der Herr der Ringe: Die Rückkehr des Königs (The Lord of the Rings: The Return of the King) – Annie Lennox, Howard Shore, Fran Walsh
„Belleville Rendez-Vous“ aus Das große Rennen von Belleville (Les triplettes de Belleville) – Benoît Charest, Sylvain Chomet
„A Kiss at the End of the Rainbow“ aus A Mighty Wind – Michael McKean, Annette O’Toole
„The Scarlet Tide“ aus Unterwegs nach Cold Mountain (Cold Mountain) – T Bone Burnett, Elvis Costello
„You Will Be My Ain True Love“ aus Unterwegs nach Cold Mountain (Cold Mountain) – Sting

### Bester Schnitt
präsentiert von Julianne Moore und Pierce Brosnan
Jamie Selkirk – Der Herr der Ringe: Die Rückkehr des Königs (The Lord of the Rings: The Return of the King)
William Goldenberg – Seabiscuit – Mit dem Willen zum Erfolg (Seabiscuit)
Walter Murch – Unterwegs nach Cold Mountain (Cold Mountain)
Daniel Rezende – City of God (Cidade de Deus)
Lee Smith – Master & Commander – Bis ans Ende der Welt (Master and Commander: The Far Side of the World)

### Beste Tonmischung
präsentiert von Sandra Bullock und John Travolta
Christopher Boyes, Michael Hedges, Hammond Peek, Michael Semanick – Der Herr der Ringe: Die Rückkehr des Königs (The Lord of the Rings: The Return of the King)
Christopher Boyes, David E. Campbell, Lee Orloff, David Parker – Fluch der Karibik (Pirates of the Caribbean: The Curse of the Black Pearl)
Anna Behlmer, Tod A. Maitland, Andy Nelson – Seabiscuit – Mit dem Willen zum Erfolg (Seabiscuit)
Anna Behlmer, Andy Nelson, Jeff Wexler – Last Samurai (The Last Samurai)
Doug Hemphill, Paul Massey, Arthur Rochester – Master & Commander – Bis ans Ende der Welt (Master and Commander: The Far Side of the World)

### Bester Tonschnitt
präsentiert von Sandra Bullock und John Travolta
Richard King – Master & Commander – Bis ans Ende der Welt (Master and Commander: The Far Side of the World)
Christopher Boyes, George Watters II – Fluch der Karibik (Pirates of the Caribbean: The Curse of the Black Pearl)
Gary Rydstrom, Michael Silvers – Findet Nemo (Finding Nemo)

### Beste visuelle Effekte
präsentiert von Will Smith und Jada Pinkett Smith
Randall William Cook, Alex Funke, Joe Letteri, Jim Rygiel – Der Herr der Ringe: Die Rückkehr des Königs (The Lord of the Rings: The Return of the King) 
Stefen Fangmeier, Nathan McGuinness, Robert Stromberg, Daniel Sudick – Master & Commander – Bis ans Ende der Welt (Master and Commander: The Far Side of the World)
Terry D. Frazee, Charles Gibson, Hal Hickel, John Knoll – Fluch der Karibik (Pirates of the Caribbean: The Curse of the Black Pearl)

### Bester Animationsfilm
präsentiert von Robin Williams
Findet Nemo (Finding Nemo) – Andrew Stanton
Bärenbrüder (Brother Bear) – Aaron Blaise, Robert Walker
Das große Rennen von Belleville (Les Triplettes de Belleville) – Sylvain Chomet

### Bester Dokumentarfilm (Langform)
präsentiert von Alec Baldwin und Naomi Watts
The Fog of War – Errol Morris, Michael Williams
Balseros – Kubanische Träume vom Glück (Balseros) – Carles Bosch, Josep Maria Domènech
Capturing the Friedmans – Andrew Jarecki, Marc Smerling
My Architect – Susan Rose Behr, Nathaniel Kahn
The Weather Underground – Sam Green, Bill Siegel

### Bester Dokumentarfilm (Kurzfilm)
präsentiert von John Cusack und Diane Lane
Chernobyl Heart – Maryann DeLeo
Asylum – Sandy McLeod, Gini Reticker
Ferry Tales – Katja Esson

### Bester Kurzfilm (animiert)
präsentiert von Ben Stiller und Owen Wilson
Harvie Krumpet – Adam Elliot
Boundin’ – Ein Schaf ist von der Wolle (Boundin’) – Bud Luckey
Destino – Roy E. Disney, Dominique Monféry
Nur ein Häppchen (Nibbles) – Christopher Hinton
Scrats neue Abenteuer (Gone Nutty) – John C. Donkin, Carlos Saldanha

### Bester Kurzfilm (Live Action)
präsentiert von Ben Stiller und Owen Wilson
Two Soldiers – Andrew J. Sacks, Aaron Schneider
Most – Bobby Garabedian, William Zabka
Die rote Jacke – Florian Baxmeyer
Squash – Lionel Bailliu
(A)Torzija – Stefan Arsenijević

### Bester Fremdsprachiger Film
präsentiert von Charlize Theron
Die Invasion der Barbaren (Les Invasions barbares), Kanada – Denys Arcand
Evil (Ondskan), Schweden – Mikael Håfström
Samurai der Dämmerung (Tasogare Seibei), Japan –  Yōji Yamada
Zelary, Tschechien – Ondřej Trojan
Die Zwillinge (De Tweeling), Niederlande – Ben Sombogaart

## Besondere Ehrungen

### Ehrenoscar
- Blake Edwards, präsentiert von Jim Carrey

### Memorials
- Bob Hope, präsentiert von Tom Hanks
- Katharine Hepburn, präsentiert von Julia Roberts

### Ehrung für Verstorbene
Der alljährliche „In Memoriam“-Tribut wurde von Frank Pierson, dem Präsidenten der Akademie präsentiert. Folgender Künstler und Filmschaffenden wurde gedacht: Gregory Peck, Wendy Hiller, David Hemmings, Hope Lange, George Axelrod, Charles Bronson, Michael Jeter, David Newman, Ron O’Neal, Art Carney, Elia Kazan, Leni Riefenstahl, Karen Morley, Buddy Ebsen, John Schlesinger, Stan Brakhage, Ray Stark, Andrew J. Kuehn, John Ritter, Hume Cronyn, Buddy Hackett, Michael Kamen, John Gregory Dunne, Robert Stack, Alan Bates, Gregory Hines, Jack Elam, Jeanne Crain, Ann Miller und Donald O’Connor.